# Virový obal

Cytomegalovirus: obrázek cytomegaloviru s hlavními stavebními prvky virové částice: kapsidou (která obsahuje genom) a virovým obalem. Obrázek je názorný, protože v tomto případě je obal velice volný a nepřiléhá ke kapsidě; to je však mezi viry spíše výjimečné

Virový obal je membrána (lipidová dvouvrstva), která obaluje virové částice některých virů. Viry, které mají virový obal, se označují jako obalené viry.

## Vznik
Virový obal vzniká vypučením virové kapsidy z buněčné membrány, zpravidla v pozdních fázích dozrávání virionů. K obalení virů může docházet v době, kdy je už kapsida zcela sestavená, nicméně někdy sestavení kapsidy a virového obalu probíhají zároveň (u ortomyxovirů). Virový obal navíc může vzniknout prakticky z jakékoliv buněčné membrány. Velmi často jí je přímo cytoplazmatická membrána (Arenaviridae, Filoviridae, Orthomyxoviridae, Paramyxoviridae, Retroviridae, Rhabdoviridae, Togaviridae). Jindy se viriony obalují membránou původem z endoplazmatického retikula (Flaviviridae, Hepadnaviridae), z Golgiho aparátu (Bunyaviridae) či z váčků mezi Golgi a ER (Coronaviridae, Poxviridae) či dokonce z membrány jaderného obalu (Herpesviridae).

## Struktura
V membráně (lipidické dvouvrstvě), která je tvořena převážně fosfolipidy a dalšími lipidy, jsou přítomny četné virové membránové proteiny (nejčastěji glykoproteiny).

### Fosfolipidové složení
Fosfolipidové složení virových membrán je poměrně proměnlivé a závisí zejména na tom, z jaké buněčné membrány pochází virový obal (jiné fosfolipidy jsou typické pro plazmatickou membránu, jiné pro endoplazmatické retikulum, …). Viry zřejmě tolerují široké spektrum různých membrán s odlišným zastoupením jednotlivých fosfolipidů. Studie ukazují, že celá řada virů pučí ze zvláštních okrsků membrány, známých jako lipidové rafty. Tyto oblasti mají vysoké zastoupení tzv. sfingolipidů (sfingomyelin, sfingoglykolipidy) a cholesterolu. Bylo prokázáno, že příslušné viry jsou opravdu obohacené těmito typy membránových lipidů.

### Membránové proteiny
Membránové proteiny umožňují virům např. vazbu na povrchové receptory, fúzi s membránou buňky, jíž se chystají infikovat, dále jsou významné pro skládání virových částic a rovněž umožňují vazbu na kapsidu či na matrixové proteiny. Může se jednat jak o membránové proteiny integrální uvnitř lipidické dvouvrstvy, tak i o proteiny periferní. Často jsou glykosylované a mají SS můstky, což naznačuje, že prošly enzymatickou mašinérií uvnitř endoplazmatického retikula a Golgiho aparátu. V membráně virového obalu dokonce mohou být i kanály, např. M2 kanál chřipkového viru.